# 巴尔比亚内洛
巴尔比亚内洛（義大利語：Barbianello），是意大利帕维亚省的一个市镇。总面积11.83平方公里，人口861人，人口密度72.8人/平方公里（2009年）。国家统计（ISTAT）代码为018008。